# Энрике IV
Энри́ке IV Бесси́льный (исп. Enrique IV el Impotente, 25 января 1425, Вальядолид — 11 декабря 1474, Мадрид) — последний король Кастилии и Леона перед династической унией Кастилии и Арагона.

## Биография
Сын Хуана II и Марии Арагонской, старший брат Изабеллы Католички. Воспитывался под присмотром Альваро де Луна, фаворита своего отца. С юности находился под влиянием фаворита Хуана Пачеко, который с годами сосредоточил в своих руках все бразды государственной власти. Недоброжелатели, особенно при арагонском дворе, высмеивали отношения короля и фаворита как гомосексуальные, хотя прямых доказательств этого не существует.

### Борьба с маврами
Вступив на престол после смерти отца (1454), Энрике начал своё правление с объявления войны маврам. Кастильцы дошли до стен Гранады и овладели Гибралтаром, но король, избегая решительных сражений, свёл на нет эти победы. Знать королевства начала относиться к Энрике с презрением, вызванным его поведением в войне с Гранадой. Вскоре отрицательные эмоции усилились из-за слухов о проблемах в его семейной жизни.

#### Первый брак
В возрасте 15 лет Энрике женился на инфанте Бланке Наваррской, дочери Бланки I Наваррской и Хуана II Арагонского. Церемонией бракосочетания руководил кардинал Хуан де Сервантес. В 1453 году брак был аннулирован папой Николаем V, так как Энрике на протяжении всего брака не вступал в интимную связь со своей супругой. Официальное обследование подтвердило девственность королевы, в то время, как опрос священником проституток Сеговии подтвердил мужскую состоятельность короля (впрочем, они вполне могли дать ложные показания). Папа отменил их брак на том основании, что какое-то «сверхъестественное колдовство» (средневековое название для психологического блока) удерживало Энрике от консумации. Современниками это объяснялось несостоятельностью Энрике как мужчины, за что он был прозван Бессильным (или Импотентом исп. Impotente). Королева Бланка была отослана домой, где её семья поместила её под стражу. В 1464 году её отравили.

#### Второй брак

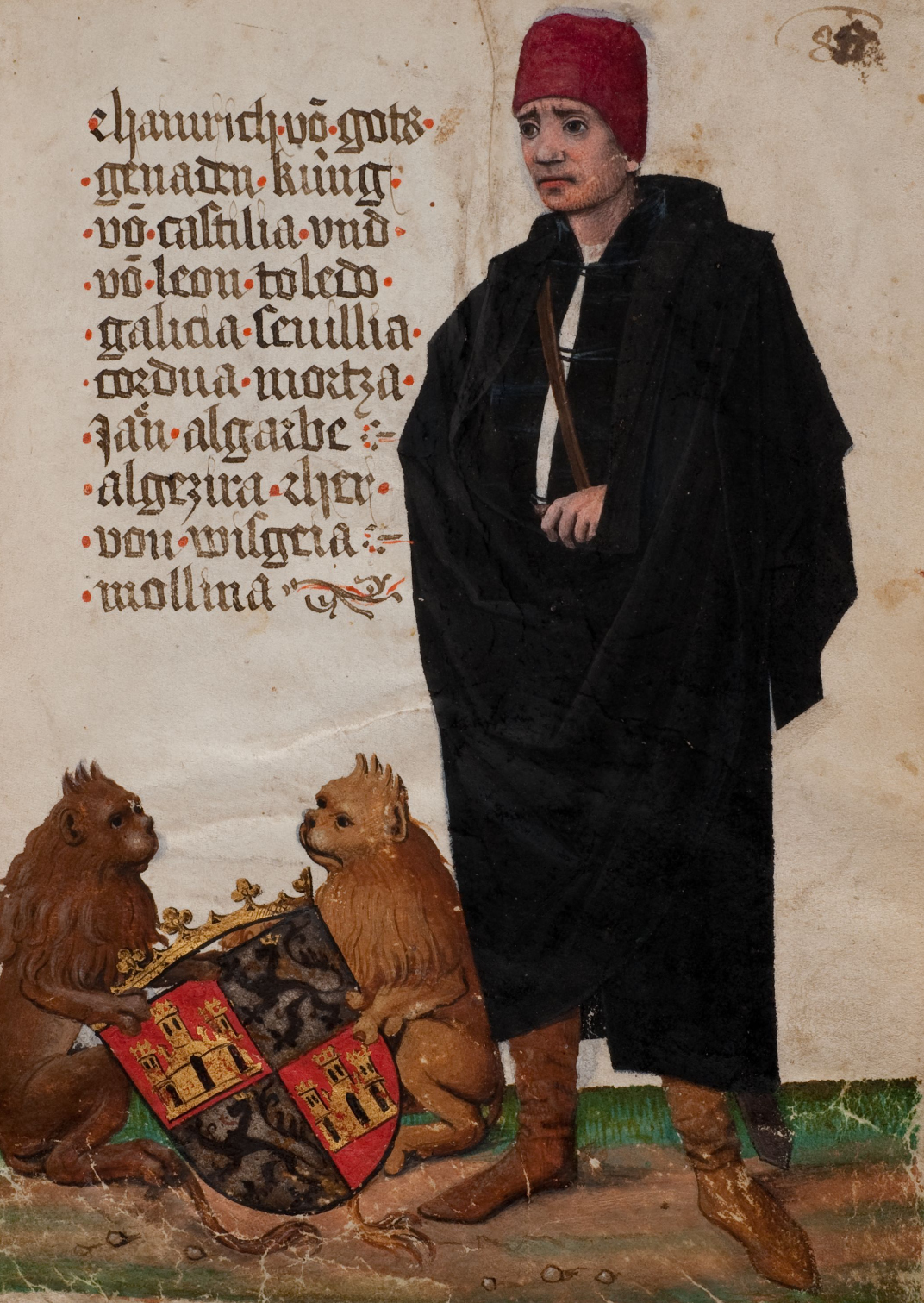
Портрет короля Энрике IV в средневековом манускрипте

В 1455 году Энрике IV женился вторично на Жуане Португальской, сестре португальского короля Афонсу V. Как говорили, первая брачная ночь также не принесла плодов и для зачатия пришлось прибегнуть к «механическим приспособлениям». Спустя 6 лет этого союза родилась дочь Хуана, законная наследница трона. Однако над ней всегда висела тень незаконнорожденности: современники считали её биологическим отцом придворного красавца Бельтрана де ла Куэва. И среди современников, и в истории она осталась под прозвищем «Хуана Бельтранеха».
Энрике отослал королеву в замок Кока (по другой версии в замок Аларкон), под надзор одного из своих сторонников, епископа Фонсеки. Узнав, что она вступила в связь с племянником епископа Педро де Кастилья и Фонсека (правнуком Педро I Кастильского) и ожидает от него ребёнка, король объявил, что их брак никогда не был законным и оставил её. Королева родила близнецов — Педро и Андреса.

### Борьба с кортесами
Энрике IV желал установить мир между монархией и знатью, нарушенный действиями своего отца Хуана II. Он вернул земли и имущество, конфискованные у дворян. Но тем не менее восстания кортесов продолжались. Окружённый недовольной знатью, Энрике IV был вынужден подписать договор, по которому наследником престола становился его единокровный младший брат Альфонсо, обойдя в линии наследовании Хуану Бельтранеху.
Наконец, представители знати решились на последний шаг — они собрались в Авиле и провозгласили инфанта Альфонса (его младшего брата) королём, объявив Энрике низложенным. Юный Альфонсо вошёл в историю как «Альфонсо (XII) Соперник».
Однако этот т. н. «фарс в Авиле» не устроил могущественное семейство Мендоса. Опираясь на его ресурсы, король в 1467 году дал сражение при Ольмедо и одержал победу. Но война продолжалась, и мятежники заняли Сеговию, где находилась инфанта Изабелла. Их остановила внезапная смерть Альфонсо в возрасте 14 лет (возможно, от яда). Изабелла отказалась принять корону при жизни брата, и мятеж временно затух.
Желая упрочить свое положение, Энрике в 1467 году сделал своего временщика Хуана Пачеко верховным магистром Ордена Сантьяго, а в 1472 году дал ему титул герцога Эскалонского.

#### Назначение Изабеллы наследницей

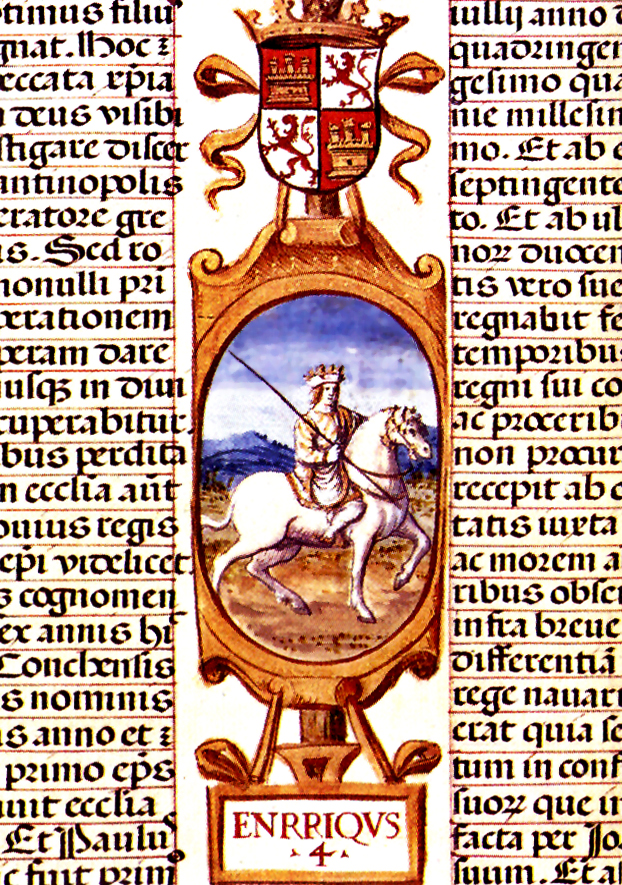
Изображение Энрике IV в «Libro de la Genealogía de los reyes», Алонсо де Картахена, 1463

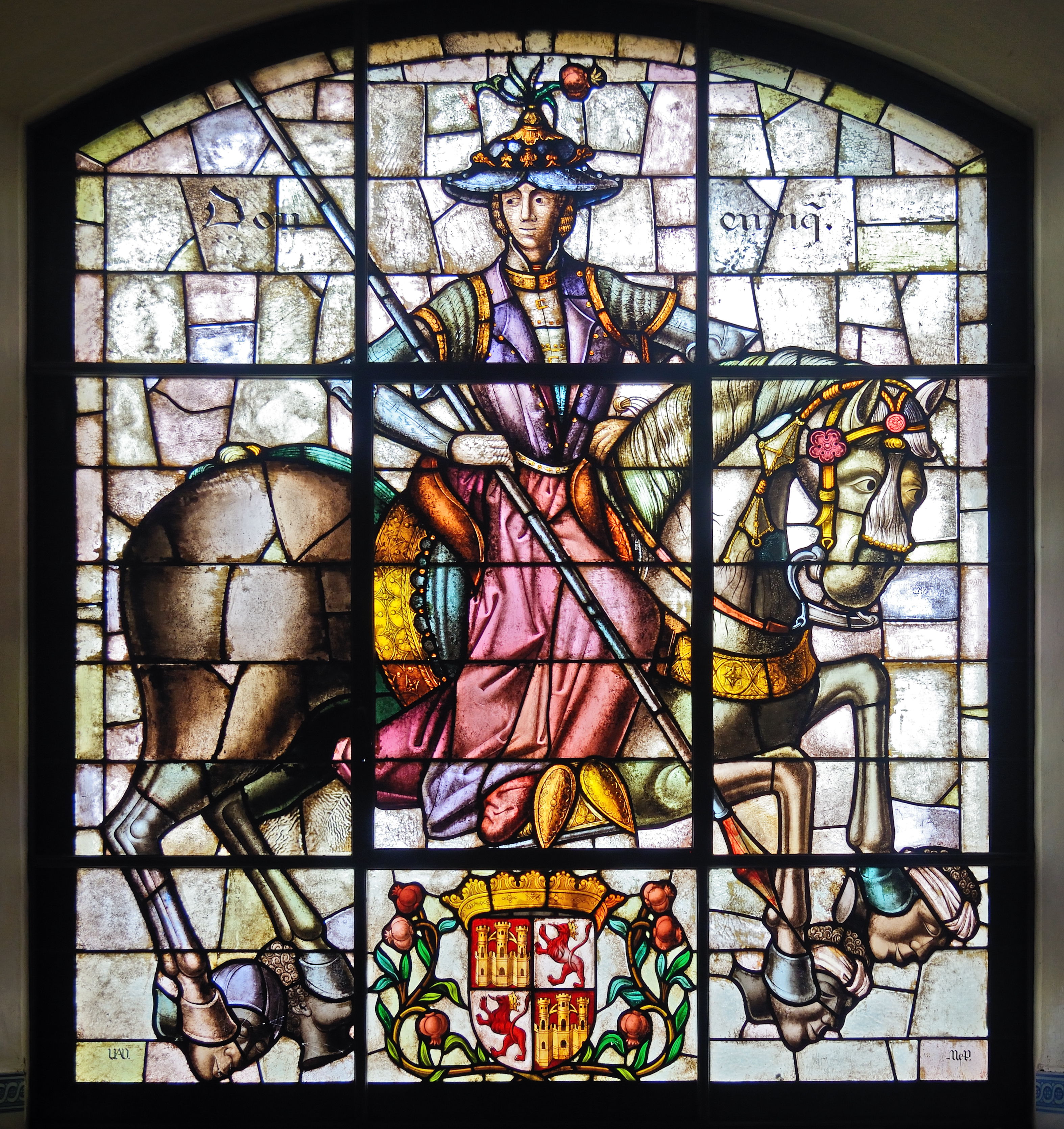
Энрике IV на витраже в Алькасаре, Сеговия

После гибели Альфонса Энрике по требованию знати заключил со своей сестрой Изабеллой договор у Быков Гисандо, согласно которому она становилась его наследницей, при некоторых условиях, среди которых был запрет Изабеллы выходить замуж без согласия короля. Тем самым он опять отстранил свою дочь Хуану от наследования и косвенно подтвердил измену своей супруги.
Его супруга Жуана выразила протест, желая реабилитировать себя и свою дочь. Назревал конфликт. В 1469 году, незадолго до тайной свадьбы Изабеллы и Фернандо Арагонского, Энрике IV объявил договор недействительным и снова провозгласил свою дочь Хуану наследницей трона, публично поклявшись в том, что она является его законной дочерью. Одной из причин этого было недовольство Изабеллой, которая отказалась выйти замуж за короля Португалии Афонсу V и брата королевы Жуаны.
В 1473 году Энрике IV добился назначения верного ему епископа Педро Гонсалеса де Мендосы главой Севильской архиепархии с титулом кардинала, а затем сделал его королевским канцлером.

### Смерть и преемник
12 декабря 1474 года Энрике IV внезапно умер в Мадриде от «желудочных резей», возможно, вызванных отравлением. Еще в октябре того же года в Санта-Крус-де-ла-Сьерра при таких же подозрительных обстоятельствах скончался его всесильный фаворит Хуан Пачеко.
После смерти Энрике IV началась гражданская война между сторонниками Изабеллы и Хуаны Бельтранехи. Последние призвали на помощь дядю Бельтранехи — короля Афонсу V Португальского, и отдали инфанту ему в жёны (позже брак был аннулирован папой Сикстом IV из-за близкого родства). Кульминацией борьбы стала битва при Торо 1 марта 1476 года. Война закончилась в 1479 году, по её итогам Изабелла I осталась королевой Кастилии.
Энрике IV похоронен в королевском пантеоне Гваделупского монастыря рядом с матерью Марией Арагонской.

## Потомки
- От первого брака (1440—1453) с Бланкой Наваррской (*1424 †1464) у Энрике не было детей.
- От второго брака (1455—1474) с Жуаной Португальской (*1439 †1475) у Энрике родилась единственная дочь Хуана (*1462 †1530). Но точно неизвестно, являлась ли Хуана в действительности дочерью Энрике IV или же его фаворита Бельтрана де ла Куэва.

## В литературе
- Miller, Townsend. The Castles and the Crown. — New York: Coward-McCann, 1963.
- Галан, Хуан Эслава. В поисках единорога. — М.: Corpus, Астрель, 2011.